# ヴァージ (暗号通貨)
ヴァージ（Verge）は、匿名性と非中央集権に重点を置いた暗号通貨。
通貨単位はXVG

## 概要
ヴァージは、ビットコインに代表されるブロックチェーンテクノロジーを採用した暗号通貨の一つ。開発者および運営主体は無償の有志。ビットコイン開発者のサトシ・ナカモトの理念と言われている、中央集権からの脱却のための工夫が凝らされている（通貨の大量発行、マルチアルゴリズムマイニング等）。通常通信と匿名通信を切り替えることができる独自機能である、WraithProtocolが採用されている。
流通量は、記事作成時（2017年12月21日）で、21.3億ドル（2400億円）以上で、時価総額で19位となっている。

## 特徴
最大発行量は、16,555,000,000XVG（2017年10月11日現在の総発行量は、14,095,348,257XVG）。ビットコインの最大発行量2100万BTCなどと比べて圧倒的に多い発行量になるが、通貨所持者を分散させることで上位数名による寡占を防ぐため。ICOやプリマイニングなどによる、開発者や運営者による事前発行は一切無し。運営資金の100%が無償の有志や募金などにより運営されており、運営の利益に絡む様々な事象を予防している。
採掘（マイニング）アルゴリズムは、複数のProof-of-Work（Scrypt, x17, groestl, blake2s, lyra2rev2）を採用するマルチアルゴリズムマイニングとなっている。マイニング参加者は、自分のパソコンに合った採掘アルゴリズムを選択できるので、より多くの人間がマイニングに参加することが可能になっている。
アトミックスワップの搭載を公式に表明している。

### WraithProtocol
このテクノロジーの最大の特徴は、通常通信と匿名通信を簡単に切り替えて使用できることであり、ヴァージに搭載すべく開発された。通常のブロックチェーンテクノロジーを使用した暗号通貨の送信には、IPアドレスを含めた通信経路が全て記録されていく。反対に匿名通信では、通信経路を秘匿している。ただし、他の匿名系暗号通貨のような匿名通信のみの実装であると、世界中での日常的な通貨としては（経費として使用した時の計算などの面から）使用できないと予想されるために、通常通信も必要になってくる。世界中での普及には、通常通信と匿名通信の切り替えが必須であるというのが、このテクノロジーと根幹となっている。

### マルチアルゴリズムマイニング
特定の採掘アルゴリズムに特化したハードウェアの開発が行われた場合（ビットコイン採掘のための専用ASICなど）に、ハードウェアを持たない一般のマイニング参加者が事実上排除されることになる。そのため、元来ブロックチェーンテクノロジーの意図している、一部の権力者（この例の場合、ビットコイン採掘用ASICを大量に持つ企業）の中央集権からの脱却が困難になる。そこで、複数の採掘アルゴリズムを搭載するマルチアルゴリズムマイニングになれば、特定の採掘アルゴリズムで寡占が起きても、全体の採掘ボリュームでは分散されることになる。つまり、中央集権になりにくいというメリットがある。

### 匿名通信（初の完全匿名）
Torおよびi2Pの2本立ての匿名テクノロジーが搭載されている。ヴァージを除く他の匿名系暗号通貨（Moneroなど）では、その通信経路を秘匿（Tor）することにより、匿名性を確保しようとしている。しかしながら、通信経路を秘匿するだけでは、通信の入り口と出口の情報まで秘匿できていないために、完全に匿名性を確保できているとは言えない。ヴァージに搭載された匿名テクノロジー（i2P）では、入り口と出口の情報も秘匿されている。入り口と出口を含めた完全匿名は、ヴァージが初めてと言われている。

### アトミックスワップ
取引所を介さずに、交換相手と通貨を「安全に」交換できる技術で、ビットコインをはじめとする暗号通貨の最新テクノロジーとして注目を集めている技術である。
- 「A君」は、交換したい通貨を「Aの箱」に入れる。同様に、「B君」は、交換したい通貨を「Bの箱」に入れる。
- 「A君」と「B君」は、それぞれの「通貨入りの箱」を交換する。
- 箱を開けると、中は「暗証番号」を入力しないと開かないような扉がついている。

その「ロック」を開けるための「暗証番号」は、相手に渡した「箱の中にしか」書いていないので、それを相手に教えてもらわないと、「ロック」が解除できない。さらに、「一定時間以内に、A君とB君の両方が暗証番号を解除」しないと、最後の「2重ロック」が開かない様に「タイマー式の鍵」もついている。もしこの「タイマー式の鍵」がタイムアップすれば、箱の中身は、それぞれの持ち主に自動的に戻るようになっている。
このシステムにより、どちらかだけが箱の中身を持ち逃げするという不正を防いでいる。取引所を介さない相対取引が一般利用者に広がれば、現在の高価な手数料を徴収している暗号通貨取引所を排除でき、ユーザーにとってはメリットとなる。さらに、相対取引を行うことではブロックチェーンの負荷にはならないので、超高速の決済が可能となる。

### チップ機能
SNS(TelegramやTwitterなど)でチップを行える。同様の機能としては、monacoinのTwitter上でのチップ機能がある。

## 著名人のファン
マカフィーの創業者である「ジョン・マカフィーはヴァージが好きだと公言しており、自身のTwitterにて、ヴァージに関するツイートを幾度となく投稿している。複数の暗号通貨の利害関係者であることを隠しながら相場の誘導を図ったとしてマカフィーは詐欺で逮捕された。

## 応援歌
オーストラリアのアーチストである「Illropticにより、応援歌「I Need More XVG」が作られ、2017年10月21日にiTunesとSpotifyにてリリースされた。

## 公式キャラクター
有志の「トマトカゲ」氏によって作成された非公式キャラクターであった「バージリスク（Vergeliscus）」が、Verge Japan 公式サイトから正式に日本公式キャラクターとして認められた。キャラクターイメージとしては、ヴァージコインを手裏剣として使用し、カメレオンのように消えることができる、トカゲの忍者となっている。その後、「バージリスク（Vergeliscus）」の公式サイトが、2017年11月5日にオープンした。

## 各種のグッズ
ロゴを含めたデザインのほとんどがオープンソースまたは2次利用が自由と表明されており、その結果、世界中の有志によってさまざまな非公式グッズが製作および販売されている。
日本でも、キーホルダー、ステッカー、マグカップなどが日本円で購入できるようになっている。LINEのスタンプも、2017年12月19日より販売されている。

## 歴史
- 2014年10月9日　Dogecoindarkとして無償の有志により開発がスタート。
- 2016年2月1日　リブランドし、ヴァージと改名[10]。
- 2017年6月4日　ブラックペーパー（ホワイトペーパー）発表。
- 2017年8月　TelegramやTwitter上でのチップ機能がリリースされる。
- 2017年11月7日　アトミックスワップが搭載されたVersion.3.0がリリースされる。
- 2018年　51%マイニング攻撃を受ける[11][12]。
- 2018年1月9日　WraithProtocolが搭載されたVersion.4.0.1がリリースされる。
- 2018年4月17日　世界最大のポルノサイトであるPornhubとの提携が発表され、決済手段としてヴァージが採用された[13][14]。

## 各種メディアの記事
フランス版フォーブス (雑誌)での紹介記事によると、ビットコイン以外の将来上昇が期待できる有望なコインの銘柄として、OmiseGO（OMG）、Stratis (STRAT)と共に3大銘柄として紹介されている。
アメリカ版フォーブス (雑誌)では、1週間で8倍に上昇した銘柄として、どのようなコインかの紹介記事が掲載された。
アメリカの主要新聞であるシカゴ・トリビューンでは、今注目される仮想通貨として、Tron、Qtum、Cardano、Monero、Iotaと共に6大銘柄の筆頭で、1週間で時価総額が10倍になった銘柄として紹介されている。
アメリカのYahoo!では、2017年にビットコインをはるかに超える、8,610倍の成長を遂げたとしてヴァージが紹介された。

## 暗号通貨取引所
特定の国に特化しておらず、世界中の暗号通貨取引所で取引されている。
記事作成時（2017年10月18日）では、15か所に上場をしており、今後上場予定を発表しているところもある。（以下50音順）
- Binance[19]　－　香港
- BitSquare.io[20]
- Bittrex[21]　－　アメリカ
- Blocknet[22]
- C-Cex[23]
- Changelly[24]　－　チェコ
- CoinGather[25]
- Coingi
- CoinSpot[26]
- Coinwale[27]
- Cryptopia[28]　－　ニュージーランド
- ExchangeD.I2P
- HitBTC[29]　－　イギリス
- Litebit.eu[30]　－　オランダ
- NakamotoX[31]　－　チェコ
- Nexchange[32]
- NovaExchange[33]　－　タンザニア
- SouthXchange[34]
- UPbit　－　韓国